# Chute de Birloton
La chute de Birloton ou cascade Birloton est une chute d'eau située sur la rivière Bourceau à Bouillante en Guadeloupe sur l'île de Basse-Terre.  

## Histoire
Incorporée dans le complexe touristique récent (créé en 2023) du Parc de la Source, elle y est improprement appelée Cascade Queue-de-cheval. 
Il est toujours possible de s'y rendre à pied, sans payer le droit d'entrée du parc, en passant par le chemin de l'Habituée Négresse en empruntant un chemin après le lieu-dit Caféière. 